# Loudon (Adelsgeschlecht)

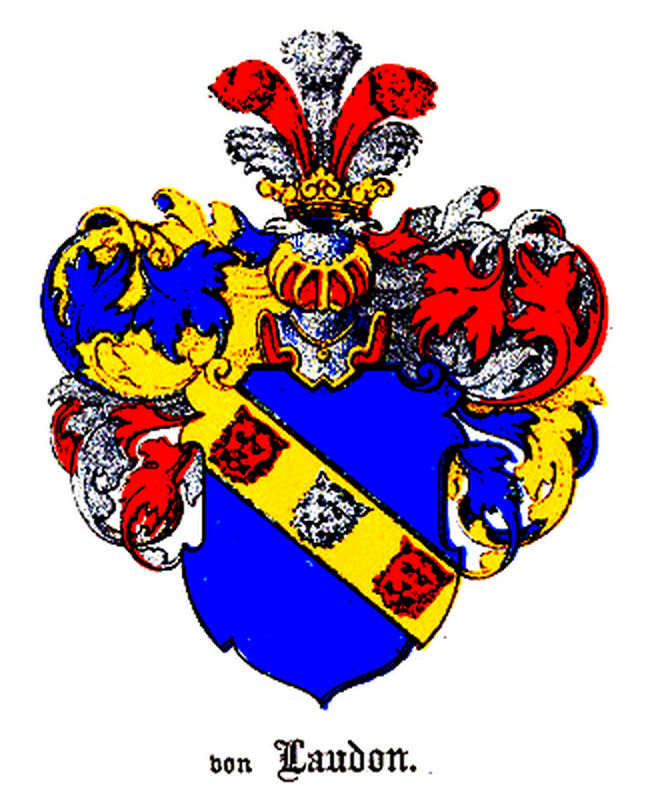
Familienwappen der Freiherren von Loudon

Loudon (auch Laudon oder Laudohn) ist der Familienname eines deutsch-baltischen Adelsgeschlechts. Sie waren seit 1400 auf dem kleinen Hof Tootzen in Livland beheimatet und zählen zum Uradel. 1759 erhielten sie den Reichsfreiherrenstand und sind identisch mit den von Laudohn oder Lauwdon.

## Geschichte
„Die Loudonsche Familie holet ihren ersten adeligen Ursprung aus der Normandie her. Sie hatte sich in der Folge nach Schottland begeben, dort sich in Besitz des Städchen Loudun, das in der Grafschaft Loudon liegt, geschwungen, und von demselben den Nahmen erhalten. Dieß Städtchen ist eine der ältesten und ansehnlichsten Baronien der sehr großen Grafschaft Air in Schottland.
Mathias von Loudon, aus der jüngeren Linie des in Schottland ansäßigen Loudonschen Geschlechts abstammend, hatte sich von dort weggezogen, und sich im 14. Jahrhundert noch in der Zeit, als der Deutschmeisterorden Liefland beherrschte, in dieses Land begeben. Eben dieser Mathias hatte durch seine daselbst erworbenen Verdienste von den Beherrscharn des Landes das Indigenatsrecht erhalten und in Folge dessen sich in den Besitz der zwey Rittergüter Loudon und Tootzen, welche im Wendischen Kreise Lieflands liegen, geschwungen. Das erste Gut bekam von Loudon, dessen Erwerber, den Nahmen. Die Abkömmlinge von diesem Mathias von und zu Loudon blieben durch eine große Jahresrheie im Besitze dieser beiden Güter Loudon und Tootzen.
Während der Zeit hatte sich ein Ast von den in Schottland verbliebenen Loudonschen Linien hoch emporgehoben; er hatte die Gradschaft Loudon, samt der Lord- oder Grafenwürde, für sich und seine Sprossen erworben.
Dieß und nicht mehr haben uns die Nachrichten aus den uralten dunkeln Zeiten vom Loudonschen Geschlecht überliefert.“

Die, in dieser Literatur, angesprochene Herkunft der Loudons aus Schottland wird nach dem Genealogischen Handbuch der baltischen Ritterschaften nicht bestätigt. Die Herkunft bezieht sich vielmehr auf ein, schon seit dem 13. Jahrhundert, in Livland lebendes Geschlecht Laudohn.
Das erzbischöfliche Schloss Laudohn in Livland wurde nach Überlieferungen im Jahre 1271/73 von Erzbischof Johannes von Lune († 1284) erbaut und ist der Namensgeber dieses baltischen Adelsgeschlechts. Der in der Nähe fließende Fluss trägt den gleichen Namen und prägte auch die Namen der umliegenden Orte, z. B. Lasdohn, Grosdohn, Bersohn und Modohn. Unweit des Schlosses, am Tootzenbach lag der Hof Tootzen, der bis weit in das 18. Jahrhundert den Namen Loudonsgütchen trug. Hier wurde auch der Feldmarschall Gideon Ernst von Laudon (1717–1790) geboren.
Der urkundliche Besitznachweis des kleinen Guts geht weiterhin auf einen Lehnsbrief – nach „deutschem Lehnsrecht“ – des Erzbischofs Henning Scharpenberg († 1448) vom 28. Oktober 1432 zurück, der für Otto Laudone ausgestellt war. In einem weiteren Lehnsbrief – ebenfalls nach deutschem Lehnsrecht verliehen – vom 23. Juni 1503 wird die Ortlage genau beschrieben, dort heißt es: „antohevende an der Tocen beke, de de vluth in de Ewesten“. Die nach „deutschem Recht“ für Otto Laudohn (um 1503) erfolgte Belehnung lässt darauf schließen, dass es sich bei den Personen um Deutschstämmige und keine Personen autochthoner Abstammung handelt. Die Namensführung verweist nicht auf den Namen eines Vasallengeschlechts, sondern ist nach üblichen Gebrauch im Baltikum an das örtliche Gebiet angelehnt. Auch der soziale Stand der Familie lässt sich nicht eindeutig bestimmen, dass sie jedoch nicht auf eine ritterliche Herkunft zurückblicken kann, kann auf dem ländlich kleinen Besitz und der Belehnung nach „deutschem Recht“ abgeleitet werden. In diesem Falle handelt es sich im Gegensatz zum „Mannlehen“ um ein „Lehn zu minderem Recht“, wie es im Erzstift Riga deutschen „Hausleuten“ verliehen wurde.
Die weitere dokumentarischen Besitznachweise stammen aus dem Jahre 1557 in denen Joachim Laudohn († 1586 auf Tootzen) aufgeführt wird und der in einer Ritter- und Rossdienstrolle von 1586/1587 bestätigt wird. Dessen Sohn Hans (I.) Laudon (1583–1626) diente als Schildknappe bei Heinrich von Tiesenhausen, er erhielt eine ritterliche Erziehung und wurde von seinem Gönner reichlich beschenkt. Der kleine Hof Tootzen wurde weiter vererbt und überstand den polnisch-schwedischen Krieg von 1600 bis 1629), in der männlichen Nachfolge wählten die Söhne überwiegend militärische Berufe und standen in den Diensten des Heiligen Römischen Reichs deutscher Nation, von Schweden, von Russland und Polen. Nach Hans (I.) Laudon folgten sein Sohn Hans (II.) Laudon (1617 – 1682) und danach dessen Sohn Gotthard Johann Loudon (1622–1708). Dem Letzteren folgten seine Söhne Johann Gideon (1669 – 1745), dem Gründer der Älteren Linie und Otto Gerhard (1673–1732), dem Gründer der Jüngeren Linie. Aus der Jüngeren Linie entstand mit Johann Ludwig Alexander von Loudon (1767–1822) die Linie in Österreich. Die Familie spielte in der baltischen Landespolitik keine bedeutende Rolle und stellte mit Otto Franz von Loudon (1827–1882) in Livland nur ein Mal einen Landrat. Die Familie wurde im Jahre 1742 unter der Registrierungsnummer 35 in die Matrikel der Livländischen Ritterschaft eingetragen und erhielt 1745 die Nummer 34. 1759 wurde Gideon Ernst Lauwdohn als „Loudon“ in den Freiherrenstand erhoben, desgleichen sein Bruder Johann Reinhold (1714–1787) und seine Neffen Karl Gideon und Otto Johann.

## Ahnenreihe
Hans Laudohn, 1432 Besitzer von Gut Tootzen
- Peter, um 1461, Tootzen
  - Otto Laudohn, 1503, Tootzen
    - Joachim Laudohn (1558 – 1586), Herr auf Laudon
      - Hans (I.) Laudohn (1583 – 1626), Herr auf Laudon
        - Hans (II.) Laudon (1617 – 1682) ⚭ Sophia Winkelmann
          - Gotthard Johann Laudon (1622 – 1708), Herr auf Tootzen, schwedischer Leutnant ⚭ 1. Hedwig Lütke (1630 – 1669), 2. Margarethe Röchling (1645 – 1725)
            - Jakob Johann Laudon
            - Johann Gideon Laudon Gründer der Älteren Linie
            - Otto Gerhard Laudon Gründer der Jüngeren Linie

### Ältere Linie (Saulhof)
Johann Gideon Laudon (1669 – 1745), Herr auf Bonaventura, Pächter von Hohenbergen, schwedischer Kapitän
- Karl Gideon von Loudon (1717 – 1777), Herr auf Rammenhof, russischer Leutnant, Ordnungsrichter, 1759 Freiherr
  - Reinhold Georg von Loudon (1751 – 1798), Herr auf Saulhof und Labbrenz
    - Gustav Wilhelm von Loudon (1782 – 1838), Herr auf Saulhof, russischer Kapitän
      - Leo Gustav Friedrich von Loudon (* 1831 in Saulhof, † 1872 in Sankt Petersburg), Herr auf Saulhof und Neu-Bilskenshof, russischer Leutnant

    - Georg Karl Raphael von Loudon (1787 – 1838)
      - Otto Franz Georg von Loudon (1827 in Wohlfahrslinde, † 1882 in Heidelberg), Livländischer Landrat
        - Otto Reinhold Harald von Loudon (1852 – 1915) Herr auf Schloss Serben und Saulhof
          - Georg James Otto von Loudon (1889 – 1919)

        - Otto Theodor Gideon von Loudon (* 1860 in Serben, † 1892 in München), Direktor der Ordenskanzlei des Fürsten Alexander von Bulgarien
        - Heinrich Georg von Loudon (1862 – 1893), Rechtsanwalt
        - Richard Karl Otto von Loudon (* 1867 in Riga, † 1912 in New Orleans), Farmer und Zeitungsredakteur

      - Philipp Jakob von Loudon (1792 – 1831)
        - Udo Reinhold von Loudon (1816 – 1870), russischer Stabsrittmeister und Forstmeister in Russland
        - Karl Engelbrecht Philibert (1819 – 1867), russischer Kapitän
          - Viktor Gideon von Loudon (1844 – 1898), Herr auf Keysen und Lisden
            - Harald Georg Gideon von Loudon (1876 – 1959), Ornithologe
            - Herbert Wilhelm Paul von Loudon (1886 – 1932) Dr. med.
              - Ernst Gideon (1913 – 1984) Landschaftsarchitekt
- Otto Johann von Loudon (1724 – 1770), Herr auf Bonaventura, russischer Major, 1759 Freiherr
  - Johann Gideon Ernst von Loudon (1761 – 1789), k.u.k. Major und Flügeladjutant des Kaisers
  - Otto Adolph Reinhold von Loudon (* 1763), Stadthauptmann
  - Karl Gotthardt Heinrich von Loudon (1765 – 1805), russischer Kapitän

### Jüngere Linie (Tootzen)

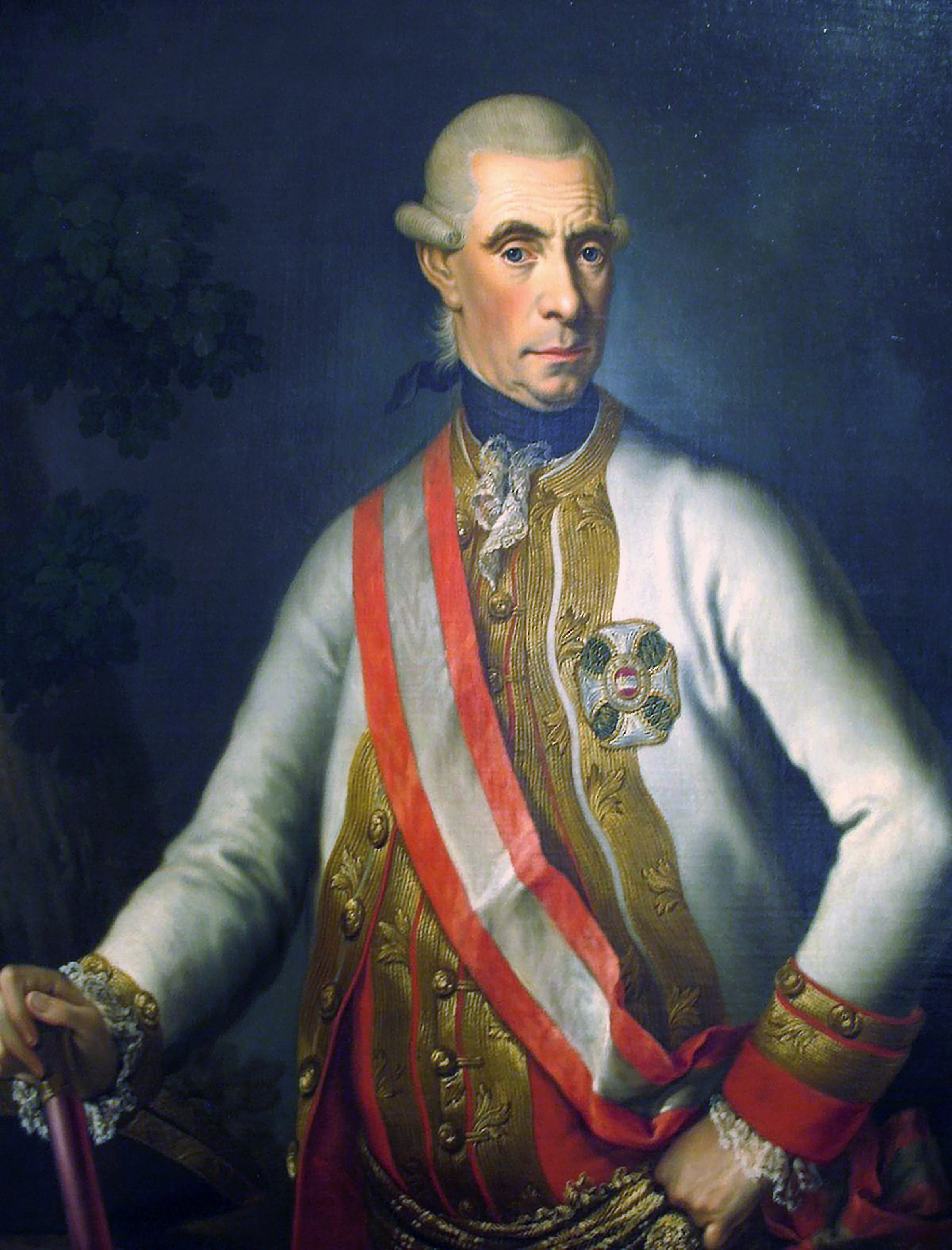
Ernst Gideon Freiherr von Laudon. Porträt eines anonymen, zeitgen. Künstlers (Heeresgeschichtliches Museum Wien)

Otto Gerhard Laudon (* 1673, begraben 1732 auf Tootzen), Herr auf Tootzen, schwedischer dann polnischer Oberstleutnant
- Johann Reinhold von Loudon (1714 – 1787), Herr auf Tootzen, russischer Leutnant, 1759 Freiherr
  - Otto Christoph Ernst von Loudon (1764 – 1829), Herr auf Tootzen, russischer Kapitän
    - Friedrich Georg Erhard von Loudon (1794 – 1820)
      - Ottomar Georg Friedrich von Loudon (auch Franz Laudon; 1820 – 1890) Herr auf Tootzen, russischer Leutnant, gehörte ab 1869 nicht mehr der Livländischen Ritterschaft an
        - Friedrich Fredy von Loudon  (* 1847 in Riga, † 1927 in Fredricksburg, Texas, USA)
          - Freddie von Laudon (* 1883 Texas)

        - Maximilian von Loudon (* 1848 in Selgowsky, † 1914 in Sankt Petersburg), russischer Kapitän zur See
        - Ottomar von Loudon (russisch: Оттомар Оттомарович Лоудон; * 1859 in Stolben) Zollbeamter in Kronstadt, russischer Staatsrat
          - Maximilian von Loudon (Максимилиан Оттомарович Лоудон, * 1889 in Sankt Petersburg, † 1948 in Russland) russischer Beamter
          - Georg (* 1893 in Sankt Petersburg)

  - Johann Ludwig Alexander von Laudon (1767 – 1822), Linie in Österreich
- Gideon Ernst von Loudon (* 1717 auf Tootzen, † 1790 Neutitschein), k.u.k. Feldmarschall und Generalissimus, 1759 Freiherr

### Linie in Österreich

Johann Ludwig Alexander von Laudon

Johann Ludwig Alexander von Loudon (* 1767 in Riga, † 1822 auf Schloss Loudon bei Hadersdorf) ⚭ Amalia Gräfin Fünfkirchen (* 12. März 1776), k.u.k. Feldmarschallleutnant, Ritter des Maria Theresia Ordens, Herr auf Hadershof
- Olivier von Loudon (* 1795 in Brünn, † 1881 in Hadersdorf), Herr auf Adersdorf und Bistritz, k.u.k. Oberleutnant
  - Ernst Olivier von Loudon (* 1832 in Wien, † 1915 in Hadershof), Herr auf Hadershof und Bistriz, k.u.k. Kämmerer, Geheimrat, Mitglied des Herrenhauses auf Lebzeit
    - Remigius Olivier von Loudon (* 1857 in Bistritz, † 1902 in Klagenfurt), Herr auf Hadersdorf und Bistritz, k.u.k. Kämmerer
      - Ernst Gideon (von) Loudon (* 1886 in Bistritz, † 1944 in Brno Tschechien), Herr auf Hadersdorf, Bistritz und Herzogberg (Steiermark)
        - Alexander Loudon (* 1920 in Tetschen, † 1995 in Wien)
        - Gideon Ernst Franz Loudon (* 1923 in Tetschen, † 2001)

## Stammwappen

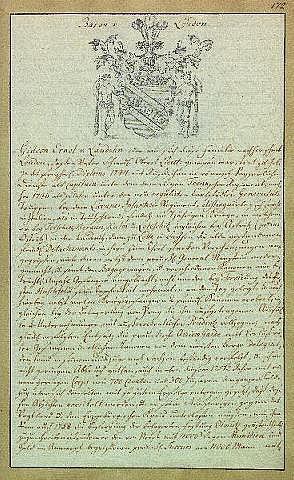
Wappen der Loudons (Livländische Wappenbuch von Johann Christoph Brotze)

Ein blaues Wappenschild mit 2 goldenen Schrägrechtsbalken, dazwischen 3 Löwenköpfe in rot, silber und blau. Das Helmkleinod ziert eine Freiherrenkrone aus der zwei rote Bärentatzen und 3 Straußenfedern rot-silber-blau erwachsen. Die Helmdecke ist blau gold. Als Schildhalter dienen zwei wilde Männer mit je grünem Kranz auf dem Kopf und um die Lenden gelegt. Mit nach innen weisenden Händen halten sie das Schild und die nach außen gewandten Hände halten eine Keule, auf der sie sich abstützen.
Auch in der Blasonierung des Familienwappens beruft sich von Krsowitz auf die schottische Herkunft und schreibt:

„Alle Loudonischen Linien, die schottländischen sowohl, als die liefländischen führen ein gleiches Adelswappen, nur mit dem Unterschied: daß sich in dem Wappen der liefländischen Linie annoch dry Bärentatzen gezeichnet finden, die doch in dem der schottländischen nicht vorkommen. Der Unterschied rührt daher: Als in späterer Zeit Liefland unter die polnische Herrschaft gekommen war; so war ein König von Polen in der nächsten Gefahr, auf der Jagd von einem Bären getötet zu werden. Ein Loudon erlegte den Bären. Die Loudonsche Linie in Liefland bekam von den erretteten König das Recht, in ihrem Wappen noch drey Bärentatzen zu führen.“

## Besitzungen

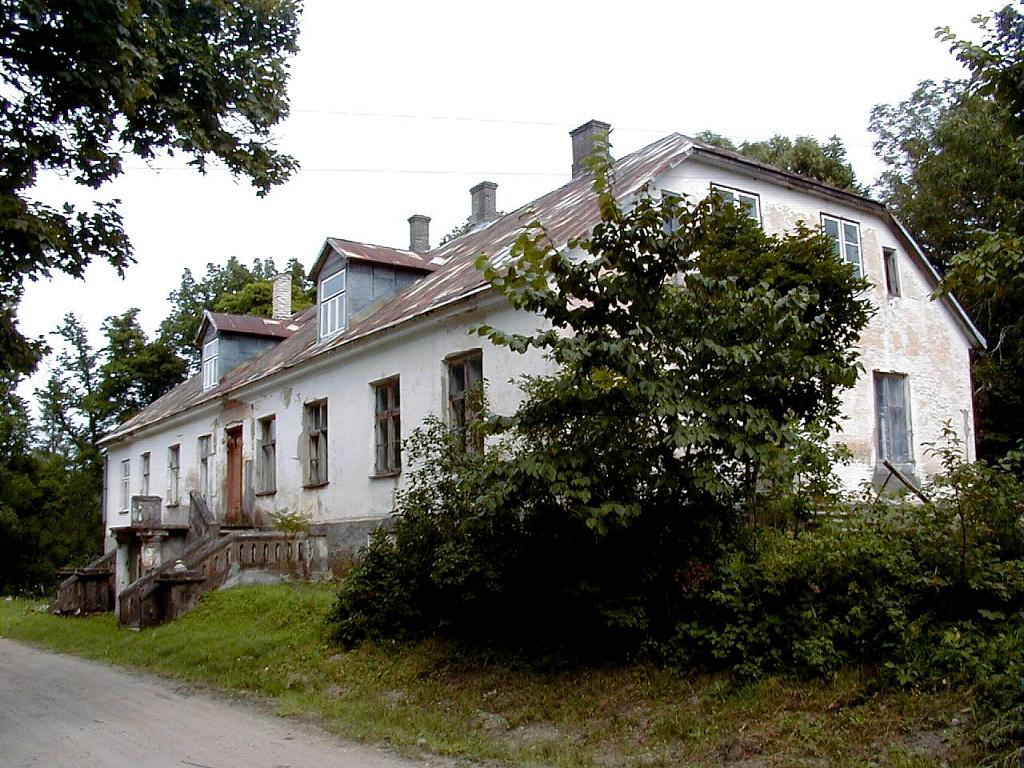
Herrenhaus auf Gut Selgowsky (2001)
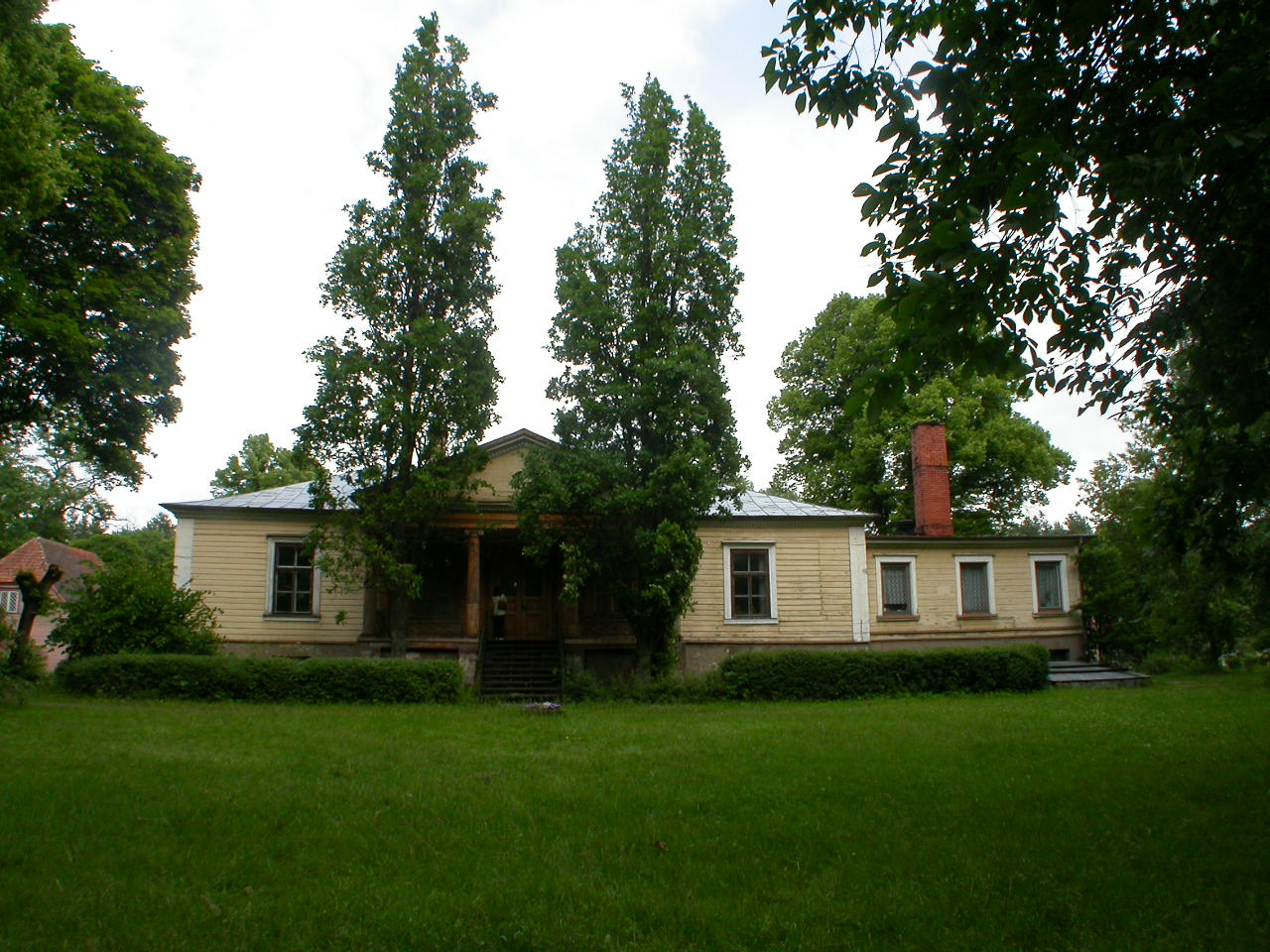
Bonaventura (2010)
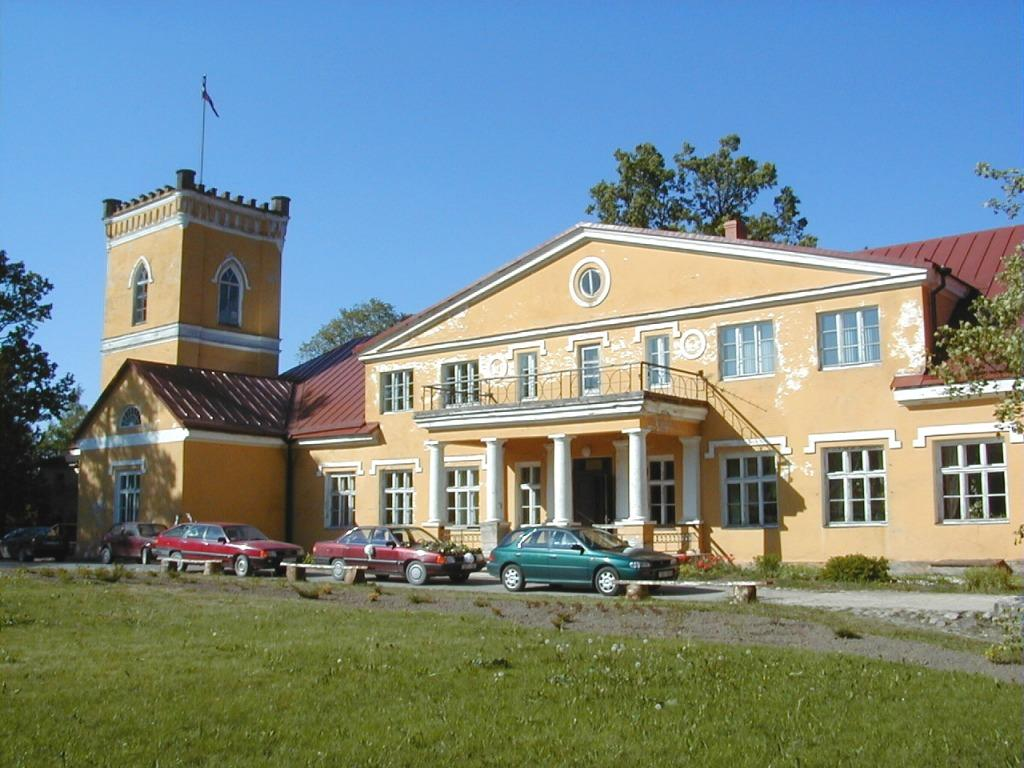
Schloss Serben (2000)

Neben dem Stammsitz Tootzen besaßen die Loudons folgende Rittergüter in Livland: Labbrenz, Rammenhof, Eck, Bonaventura, Winkelmannshof, Lodenhof und Selgowsky, Gaulhof, Schloss Serben, Lisden und Keysen.

### Neu Wohlfahrt
Zum Gut Neu-Wohlfahrt gehörten die Güter Altwohlfahrt, Wohlfahrtslinde und Keysen. Im Jahre 1562 wurde es vom polnischen König Sigismund II. August an den Hauptmann von Wolmar Bernhard von Höwel verliehen und verblieb in dessen Familie bis 1619. Es wurde dann vom schwedischen König Gustav Adolf an die Adelsfamilie von Oxenstierna vergeben und 1660 in Alt-Wohlfahrt, Keysen und Gertzenhof (später Neu-Wohlfahrt und Wohlfahrtslinde) aufgeteilt. Durch Erbteilung ging das Gut Neu-Wohlfahrt an Magdalena Eleonore von Jamerstedt (geb. von Palmstrauch). 1811 ging das Gut durch Verkauf an Carl Samuel Ferdinand von Torklus. Es folgten nun einige Besitzerwechsel. 1868 ging das Gut an einen Theodor Adolph Horwitz. Über den weiteren Werdegang konnte nichts ermittelt werden.